# تریمورتی
تریمورتی (انگلیسی: trimurty; زبان سانسکریت: त्रिमूर्तिः trimūrti) مفهوم اتحاد سه ایزد هندو و تبدیل دین هندو به یک دین یگانه‌پرستی است. یا به عبارت دیگر در هندوئیسم «هر عمل کیهانی خلق، نگهداری ویا نابودی توسط برهما خالق، ویشنو نگاه‌دارنده و شیوا ویرانگر» انجام می‌شود که به آن «اتحاد سگانی هندو» یا «تثلیث بزرگ» گفته می‌شود،
یکی از نمودهای آن نگاره‌هایی است که در آن از بدن یک شخص سه سر بیرون زده‌است و هر سر به یک جهت می‌نگرد.